# Ouled Moussa
Ouled Moussa (în arabă أولاد موسى) este o comună din provincia Boumerdès, Algeria.
Populația comunei este de 45.770 de locuitori (2008).